# ETH Domain
ETH Domain (německy ETH-Bereich, česky Doména ETH) je označení pro tzv. Doménu (oblast zájmu) švýcarských federálních technologických institutů (anglicky The Domain of the Swiss Federal Institutes of Technology). Jde o sdružení švýcarských výzkumných institucí a švýcarského univerzitního výzkumu, který probíhá na státních univerzitách.

## Členové
Doménu ETH primárně tvoří následující dvě univerzitní a čtyři výzkumné instituce.

### Univerzity
- Švýcarský federální technologický institut v Curychu (německy Eidgenössische Technische Hochschule Zürich; ETHZ)
- Švýcarský federální technologický institut v Lausanne (francouzsky École polytechnique fédérale de Lausanne; EPFL)

### Výzkumné instituce
- PSI – Institut Paula Scherrera je švýcarský multidisciplinární výzkumný ústav pro přírodní a technické vědy (anglicky Paul Scherrer Institut)
- Eawag – švýcarský Federální institut pro vědu, vodní zdroje a omezení vodního znečištění (německy Eidgenössische Anstalt für Wasserversorgung, Abwasserreinigung und Gewässerschutz)
- Empa – švýcarský Federální laboratoře pro testování a výzkum materiálů (německy Eidgenössische Materialprüfungs- und Forschungsanstalt)
- WSL - Švýcarský federální institut pro výzkum lesů, sněhu a krajiny (německy Eidgenössische Forschungsanstalt für Wald, Schnee und Landschaft)

### Historie
Mimo výše uvedenou šestici primárních členů Domény ETH v konsorciu působily také následující, dočasně zřizovaná kompetenční centra.
- CCES - švýcarské Kompetenční centrum Životní prostředí a udržitelnost (anglicky Competence Center Environment and Sustainability)[5]
- CCMX - švýcarské Kompetenční centrum pro materiálovou vědu a technologii (anglicky Competence Center for Materials Science and Technology)[6]
- CCEM - švýcarské Kompetenční centrum Energetika a mobilita (anglicky Competence Center Energy and Mobility)
- NCCBI - švýcarské Národní kompetenční centrum pro biomedicínské zobrazování (anglicky National Competence Center in Biomedical Imaging)

## Rada ETH (německy ETH-RAT, anglicky ETH Board)
Rada ETH (Rada švýcarských federálních technologických institutů), kterou jmenuje Spolková rada, je strategickým řídicím a kontrolním orgánem Domény ETH.